# مارتن بيك (فنان)
مارتن بيك (بالألمانية: Martin Beck)‏ هو فنان نمساوي، ولد في 1963.